# Jan Faltýnek
Jan Faltýnek (* 4. Juli 1974) ist ein ehemaliger tschechischer Radrennfahrer.
Als Junior wurde Jan Faltýnek Dritter der Weltmeisterschaften im Querfeldeinrennen. Von 2000 bis 2007 war er Profi-Radsportler. 2001 wurde er tschechischer Vize-Meister im Straßenrennen, 2004 Zweiter der Gesamtwertung der Ytong Bohemia Tour. 2005 entschied er eine Etappe der Idea Mazovia Tour für sich und beendete das Rennen auf dem vierten Platz der Gesamtwertung. Ein Jahr später gewann er eine Etappe bei der Jadranska Magistrala, wo er Gesamtzweiter wurde. Außerdem siegte er bei dem Eintagesrennen Grand Prix Pribram. 2007 belegte er Platz drei bei der nationalen Meisterschaft im Einzelzeitfahren.

## Teams
- 2000–2002 Joko Velamos
- 2003 Ed' System-ZVVZ
- 2004–2006 PSK Whirlpool
- 2007 NCH Team Cube